# プラスケット (クレーター)
プラスケット (Plaskett) は、月の裏側にある巨大なクレーターであり、月の北極点の近くに位置する。分光連星の研究をし、プラスケット・スターなどの連星を数多く発見したカナダの天文学者ジョン・スタンリー・プラスケットにちなんで名づけられた。プラスケットの北東にはロジェストヴェンスキーが隣接し、ロジェストヴェンスキーの南西の周壁にプラスケットがわずかに侵入している。プラスケットの南にはミランコヴィッチとリッコが位置している。
プラスケットの周壁は角張った形状をしており、周壁の外側の裾が大きく広がっている。南側の周壁の内側は段丘状になっている。クレーター底は他のクレーターに比べて平坦で、中心点付近に2つの中心丘が形成されている。プラスケットの南東の周壁にはプラスケット-Uが付随している。

## 付随クレーター
プラスケットのごく近くにある小さな無名のクレーターについては、アルファベットを付加することによって識別される。
| 名称           | 月面緯度     | 月面経度      | 直径  |
| -------------- | ------------ | ------------- | ----- |
| プラスケット-H | 北緯 80.2 度 | 東経 165.1 度 | 20 km |
| プラスケット-S | 北緯 81.6 度 | 東経 148.7 度 | 17 km |
| プラスケット-U | 北緯 83.0 度 | 東経 160.2 度 | 14 km |
| プラスケット-V | 北緯 82.5 度 | 東経 118.5 度 | 49 km |